# 毛脚鵟
毛脚鵟（学名：Buteo lagopus）为鹰科鵟属的鸟类，又名毛足鵟，它是一种生活在北方纬度比较高的地方的鸟类，几乎在所有环北冰洋陆地上均有出现，只有在格陵兰、冰岛和斯瓦尔巴群岛没有。
通常毛脚鵟分四个亚种，但是这些亚种之间的差异非常小。一般来说在欧亚大陆上的鸟越向东其羽毛的颜色越浅，体型越大。生活在全北区的亚种的体型最小，羽毛颜色最深。

## 外貌

### 指名亚种（Buteo lagopus lagopus）
总的来说毛脚鵟比普通鵟稍微大些，翼展稍微长些，而羽毛色彩的变化要少得多。毛脚鵟的背部多少都是深]棕色的，普通鵟很少有这个颜色。尾部全部是白色的，成鸟的尾部有一道非常明显的黑色横道结束，幼鸟的黑色横道不这么明显。雄鸟的尾部此外还有数条窄的深色的横道。普通鵟则有时整个尾部是白色的，在这种情况下它们的背部颜色也比较浅。毛脚鵟的头部很圆，肩部的颜色是淡褐色至淡灰色，偶尔几乎完全白色。头顶和耳朵附近一般白色更多一些。这些部分的深色条纹的明显度根据不同的鸟不同，有些甚至完全没有条纹。喙较小。从眼睛的边缘向喙的根部有一道很窄的深色的条纹。躯干下部有不同颜色的褐色和灰色，有些有长长的黑色条纹。腹部几乎总是黑色的，颈部和胸部的颜色淡得多。

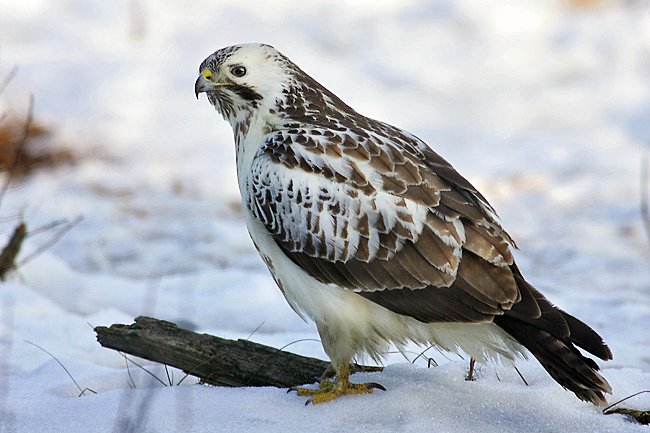
颜色很淡的普通鵟
这样颜色的普通鵟很容易毛脚鵟混淆

毛脚鵟的脚的脚趾上也有毛，但是这个最明确的辨认标志只有在近处才能看到。脚上的毛是浅灰色或白色的，带有深棕色的条纹。与普通鵟一样脚趾是黄色的，爪黑色。在休息的时候它们的翅膀与尾部合拢在一起。

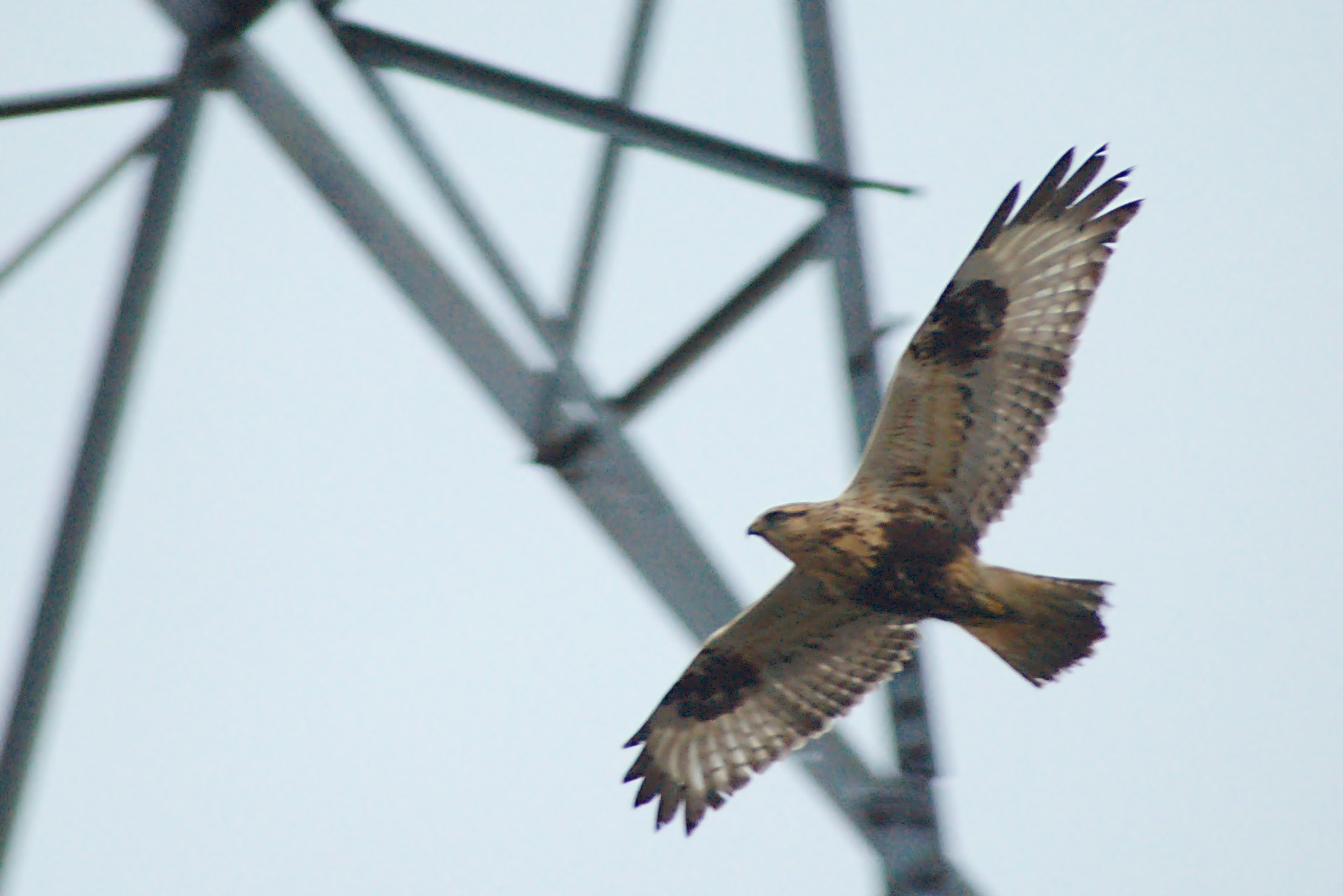
飞行中的毛脚鵟

从下面朝上看一只飞行的毛脚鵟给人的印象是它的颜色很淡，往往是灰白色的，不像普通鵟那样有明显黑色的翅膀和黑色的尾翼。毛脚鵟飞行时翅膀扇动的节奏很慢，它们很多地滑行。与普通鵟相比毛脚鵟在微风中更加喜欢停滞在空中，在这种情况下它们经常更改它们的飞行高度，这种飞行技术往往可以用来从远处辨认它们。在滑行时它们的上臂稍稍抬起，下臂则平行或者稍稍向下，这时它们的翅膀有一个明显的弯，这个特征也可以用来区别毛脚鵟和普通鵟，后者在飞行的时候整个翅膀是平行的，在滑行的时候呈状抬起。非常典型的还有毛脚鵟在飞行时常常会转动它们的尾部，这个动作有点像黑鸢。
毛脚鵟没有两性异形，因此它们的性别很难区别。雌性比雄性稍微大一点，体重可以比雄性重20%。它们的羽毛（尤其在头部和胸部）比雄性浅一些。雌性的尾部多数只有一道横道，而雄性往往有一道宽的和两三道窄的横道。
年轻的鸟的羽毛比年老的鸟的羽毛颜色要淡些，尤其尾部的最后那道横道不那么明显。

### 
这个亚种生活在指名亚种的东边，两个亚种在乌拉尔山脉有很宽的共同生活区。它们一般比指名亚种体形大些，羽毛也浅些。尤其是身体下部的对比度不大，尾部的横道（尤其是最后一根）不像指名亚种那样宽。它的虹膜不像指名亚种那样是棕色的，而是黄色的。

### 北方亚种（B. l. kamtschatkensis）
这个亚种生活在堪察加半島和库页岛的北部。它们比较大，颜色比较深，条纹的对比度比较小。它们与比较难区分，与则比较容易区分。在白令海上的岛屿上这两个亚种混合，与的混合区不明。

### 
这个亚种居住在从纽芬兰岛向西至阿拉斯加州和阿留申群島的寒带和亚寒带地区。它们当中颜色浅的比指名亚种小些，但是从羽毛上与指名亚种的差别不大。颜色深的鸟背部完全棕色，腹部则灰棕色，带有斑点。在飞行时它们看上去也比指名亚种的颜色深。尤其是它们的翅膀下面的深色羽毛与指名亚种翅膀下面的浅色羽毛对比很明显。尤其在飞行时它们很容易和红尾鵟混淆。总的来说加拿大东海岸的鸟提醒比较小，它们的两性异形在身体的大小上和在颜色上最明显。越向西鸟越大，两性异形越小。西阿拉斯加和白令海的毛脚鵟在个体之间的颜色差别最大。
全身深色甚至黑色的鸟只有在北美洲比较常见，在西伯利亚东部偶尔有，在其它地区极其少见。

## 大小和重量
从喙到尾的尖端毛脚鵟的长度为53至63厘米，其中尾部的长度约为22厘米。毛脚鵟的翅膀长度可达48厘米，最大的翼展为1.5米以上。
营养充分的雄鸟的重量平均为1.2千克，雌鸟可以比它重20%。

## 叫声
毛脚鵟的叫声比普通鵟轻，只有它们的巢受到威胁时它们的叫声才会变响。最常听见的叫声是一个听上去有点哭泣的拉长的的声音，叫声可以上升或者下降。这个叫声有点像猫的喵叫声。在配偶飞行的时候常可以听到这个叫声。除此之外毛脚鵟还有其它接触、交流和报警的叫声。比如孵蛋的雌鸟在看到雄鸟带食物回来时发出一声轻轻的的声音，在遇到威胁的情况下毛脚鵟会发出一声短促尖锐的的叫声。

## 生活环境
毛脚鵟是一种生活在非常北部的猛禽，它大多居住在没有树木和灌木的凍土層。毛脚鵟也经常在有树木的地方孵卵。在旅鼠多的年里他们甚至在北极圈内的針葉林边缘出没，在这里它的巢一般位于森林的边缘，尤其是在河边或者非常大的空地上。毛脚鵟一般居住在低处，但是在斯堪的纳维亚和阿拉斯加它们偶尔也会居住在1400米的高处。
毛脚鵟的过冬地比较多样，不过在这里它也更加喜欢开旷地带。它往往在海边、沼泽地、草地和沙滩过冬。在东欧、东南欧和亚洲也在沙地上出没。在北美洲它也在大草原上过冬。

## 产地

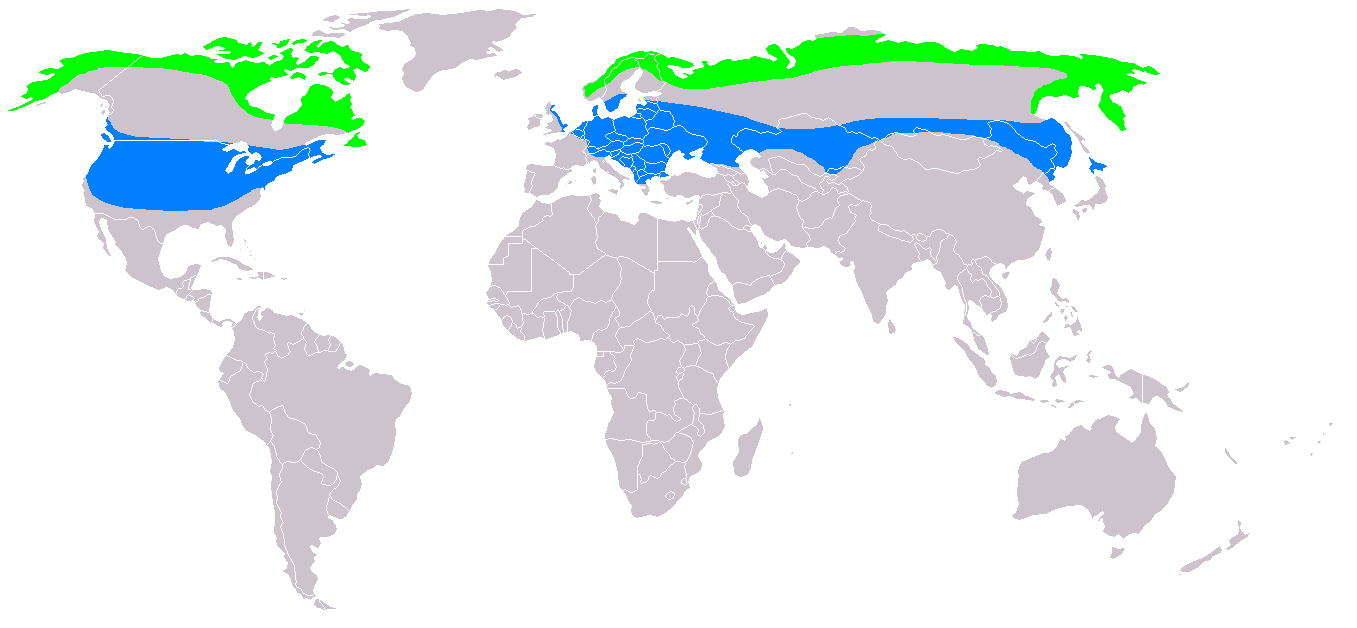
毛脚鵟的产地
绿色是孵卵地区，蓝色是过冬地区

毛脚鵟几乎在整个北极圈附近和北极圈内孵育。在欧洲它的孵育地区从挪威南部开始，沿一道狭小的地带至瑞典中部和北部，然后沿芬兰北部北冰洋海岸至西伯利亚东部、堪察加半島和库页岛北部。沿鄂霍次克海的海岸有一小条地带向南延伸到北纬55°左右，向北北冰洋的海岸是最北的边界，向南灌木冻原和森林冻原的边界是它孵育地区的边界。只有在食物极其丰富的时候以及只有短期它也会在这个边界以南孵育。
在新大陆毛脚鵟的孵育地区从东边的纽芬兰岛开始，向北和西北包括哈德逊湾、离大陆比较近的巴芬島南部、西北地区及其海岸线的岛屿包括维多利亚岛，然后向西通过阿拉斯加北部和西部直到阿留申群島。
毛脚鵟的越冬地域位于孵育地区的南部，与孵育地区几乎没有任何交界的地方。它的北部边界是北部针叶林的南界，在亚欧大陆它主要位于北纬58°和45°之间，有时更偏南，比如在东南欧、中亚和东亚。

## 迁徙

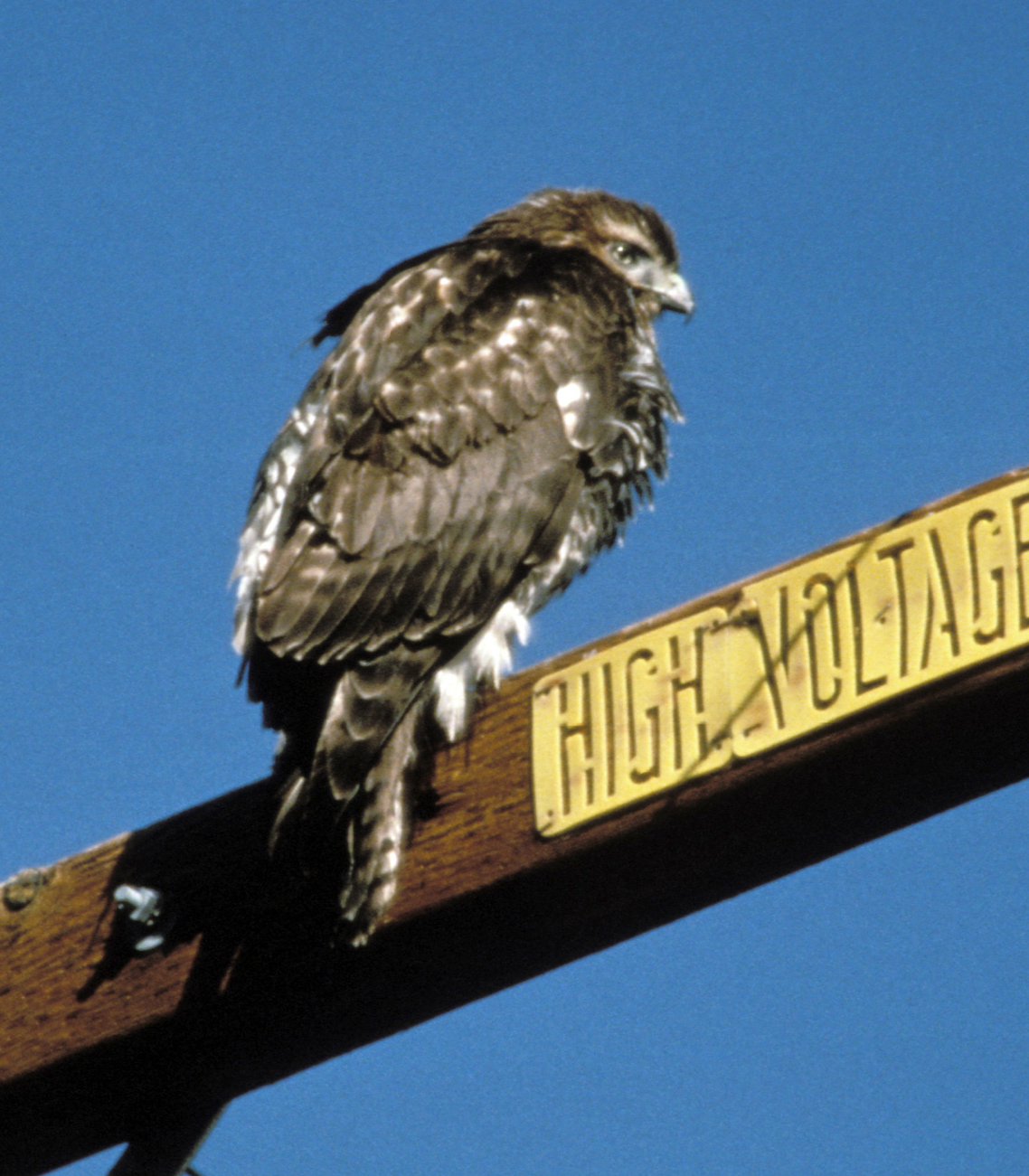
毛脚鵟

毛脚鵟是一种非常明显的徙鸟。它在白天迁徙，利用日光加热形成的上升热空气。一般它独自迁徙，很少聚集成小群。在非常好的栖息地有时也会聚集上百只鸟。总的来说毛脚鵟的迁徙习性的研究还不很好，少数带上电台的鸟的数据说明它每天约可飞100千米左右。毛脚鵟迁徙的距离根据地方不同。一只1985年8月5日在阿拉斯加北部的巢里带上环的幼鸟于10月10日在蒙大拿州落网，离它出生的地方有3300千米。
假如食物越来越少了，地上的雪越来越多了毛脚鵟可能8月末就开始离开它的孵育地区。但是最主要的迁徙时间是从9月开始，有时10月才开始，在天气非常好的情况下有些鸟甚至一直待到11月。
毛脚鵟大多数向南迁徙，它们没有固定的路线，而是使用所有的陆地联系，只有在斯堪的纳维亚南部和中部的鸟沿德国的海岸线向西迁徙到英国的南部和西部。在一些地方由于地理条件的限制毛脚鵟会聚集在比较狭窄的通道上，比如在瑞典南端、沿西伯利亚的河流和在东亚以及少量沿楚科奇半岛。
在过去数年里在北美洲的迁徙狭窄通道上进行了对毛脚鵟数量的统计。大多数北美洲的毛脚鵟在美国东北部的州越冬，有时甚至可以在城市里看到它们。其越冬地区从北美洲的大平原向西一直延伸到墨西哥北部。
也许毛脚鵟在它们的越冬地区没有固定的住所，只有在食物非常多的情况下才会长时期待在一个地方。但是对于它们在冬季的飞行路径目前还不清楚。
向北的迁徙从三月开始，四月中是高峰期。一般在四月末前毛脚鵟不会回到它们的孵育地区，大多数一直要到五月，极北的地区要到六月初才能到。在它们开始孵育前一般还要过上几个星期。

## 食物

### 猎物
毛脚鵟的主要食物是小的哺乳动物、尤其是田鼠屬、旅鼠等。在这些动物充分存在的情况下它们可以构成60至90%的食物。假如这些鼠类稀少的话中型的鸟类如柳雷鸟会变成主要食物。冬季以及假如灰山鹑和草原榛鸡在它们的孵育地区出现的话它们也会成为毛脚鵟的猎物。稍许爬行动物、两栖动物和鱼也会进入毛脚鵟的食谱。除此之外昆虫（主要蟋蟀和蝗蟲）以及不同动物的尸体也偶尔会被吃。大些的哺乳动物如雪兔也会极偶尔地被猎捕。
在田鼠中黑田鼠和根田鼠为多。在越冬地区普通田鼠为多。在旅鼠中欧旅鼠、西伯利亚旅鼠和北美洲的棕旅鼠为主。在红背䶄和環頸旅鼠屬数量多的情况下这些鼠类也会成为重要食物。
假如可能的话毛脚鵟在越冬地区的食物与在夏季的食物一样，否则的话它们较多地捕食鼩鼱科动物和鸟类，也食用比较多的尸体。

### 狩猎技术
毛脚鵟的狩猎技术很多样，但是在可能的情况下它们静候在高处等待猎物。假如它们看到猎物的话它们会沿地面短距离飞行，最后一段飞行一般是滑翔。猎物几乎总是在地上用爪，少数用喙杀死的。只有很少观察到毛脚鵟在空中猎获食物的场面。假如猎物发现了毛脚鵟的话一般它们只短距离地追击猎物，然后就放弃了。
在良好的天气里，尤其是在有风的情况下和它没有静候的地方时它们也会在20至50米的高处原地飞行。和紅隼一样一般原地飞行10秒钟后会进行一小会儿滑翔。除此之外还有观察到它们像鹞属那样的搜索飞行和像鹗那样在水面上的捕猎。

## 行为

### 活动和领域
毛脚鵟在日间行动，尤其在黄昏和清晨的时候活动。在它的北方孵育地区，尤其是在食物稀少的时候它可以24小时活动，不过一般它即使在白夜也在23时和5时之间休息。
假如猎物丰富的话毛脚鵟在白天也会长时间休息。休息时它们的身体比普通鵟平。
根据食物是否丰富在孵育地区毛脚鵟的领域大小不同，但是它们只在巢的近处抵抗其它毛脚鵟进入它们的领域，在食物紧缺的时候它们完全不保护自己的领域。对其它种类它们没有保护领域的行为。往往在它们的巢附近会有游隼、海东青或者渡鴉的巢。
对毛脚鵟冬季的领域情况的调查很少。但是在食物丰富的情况下在比较小的范围内曾经有数到40只鸟的纪录。毛脚鵟一般也不驱逐其它和它竞争食物的鸟类。

### 对敌行为
在孵育地区在巢的附近毛脚鵟强烈驱逐同类和其它猎手。在同类间很少发生真正的搏斗，但是对可能对幼鸟产生威胁的动物它们直接攻击。尤其对贼鸥、雪鸮和比较大的陆生野兽如北極狐、狼和貂熊在离巢比较远的地方就开始攻击，而且也往往能够有效地驱逐这些动物。

## 生育

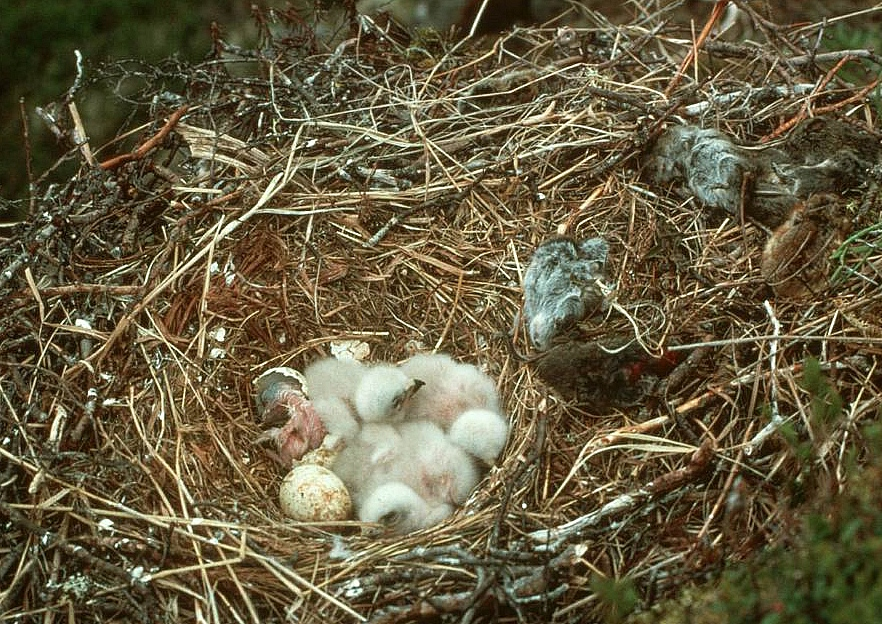
蛋、刚出壳的幼鸟和已经长毛的幼鸟。幼鸟间的发育程度的区别很明显。在巢的边缘有两只被猎到的鼠

毛脚鵟到性成熟需要的时间不明，尤其不清楚的是它们是否隔年就已经能够孵育了，可能毛脚鵟要到第二甚至第三年才开始生育。

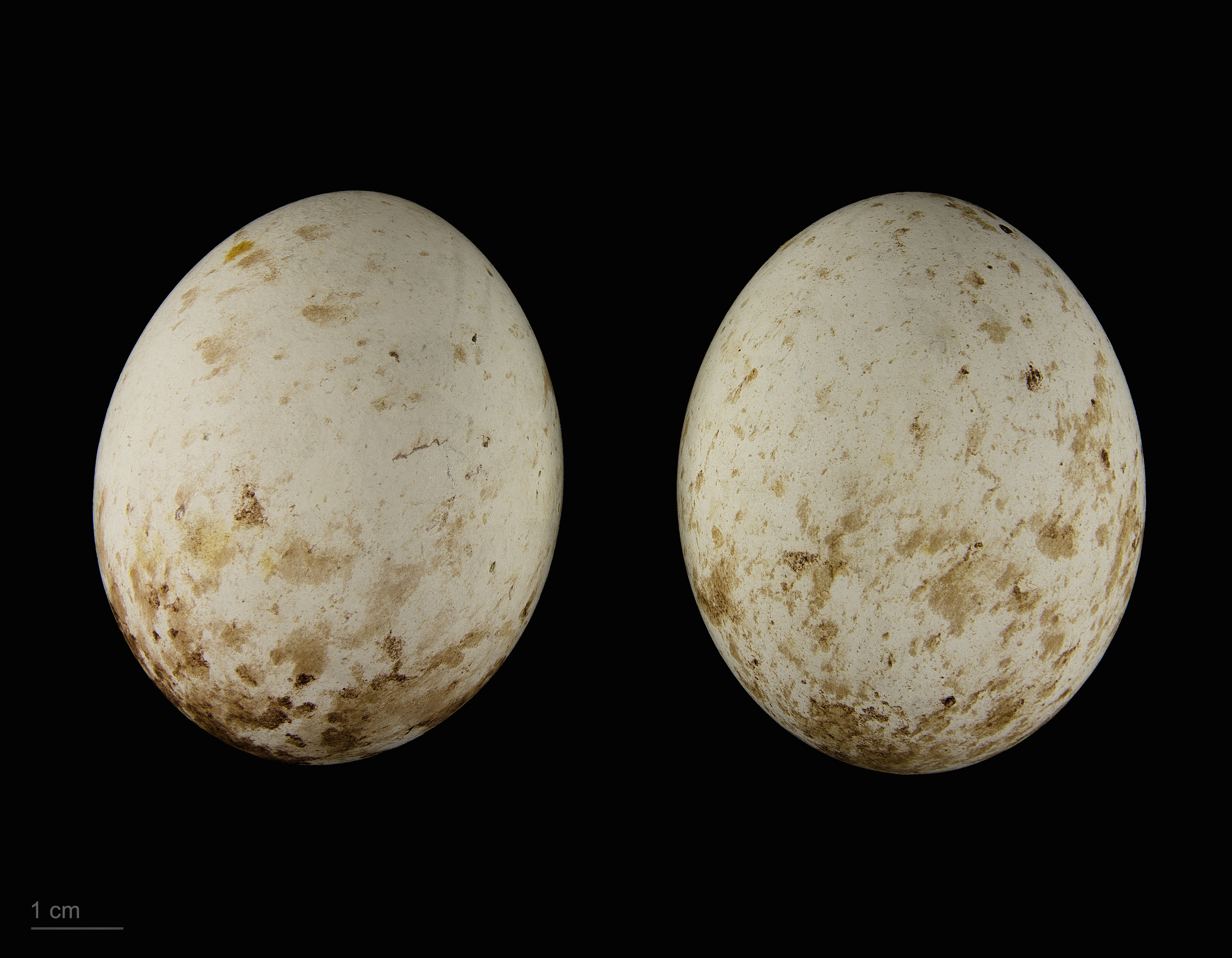
卵 Buteo lagopus

毛脚鵟的性行动与孵育地区内的食物丰富程度有关。只有在食物丰富至非常丰富的情况下它们才会结对，然后开始筑巢、生蛋和孵育。在食物不丰富的情况下随情况不同毛脚鵟的反应也不同。在极端情况下它们根本不配偶和筑巢，而是离开当地去寻找更好的地方。剩下的毛脚鵟生蛋数量很少，而且往往幼鸟还没有孵出巢就被放弃了。

### 配偶
一些毛脚鵟在冬末就已经结成配偶了，它们疏散地成对飞回到孵育地区。其它的毛脚鵟在孵育地区才开始寻找配偶，它们大展羽翼，张开尾翼飞行，发出典型的叫声。雄鸟还会进行不通的惊险飞行。
结成配偶的鸟在整个生殖季节中不与其它鸟交配。有观察说明至少有一些配偶在冬季也保持它们之间的关系，或者甚至多年保持它们之间的关系。

### 筑巢
由于毛脚鵟的普及非常广，居住的生活空间也非常不同，因此它们筑巢的地方也很不同。假如可能的话它们把巢筑在悬崖边上或者岩石岛上，在平地里它们的巢筑在灌木丛中或者沿着河流陡峭的河岸，在海岸边上也有筑在岸边的悬崖上的。在森林冻土上它们的巢往往筑在树的顶端。但是由于在大多数情况下毛脚鵟没有这些条件它们也会把巢筑在完全开放的冻原地面上。地面上的巢一般筑在干燥、比较高的地方，这样它们可以环视周围。
巢本身相当大，由树枝组成，上面垫有草、苔藓和羽毛。尤其筑在地面上的巢的隔绝层非常厚。新筑的巢的直径约为80厘米，随着使用时间会增长到150厘米。筑巢的材料全部是由雄鸟收集的，但是巢本身是由两只鸟共同筑的。在孵蛋期间它们继续加工它们的巢。有时毛脚鵟也会使用已有的其它北方猛禽的巢。

### 生蛋
毛脚鵟是否生蛋以及生多少蛋由食物情况决定，其中的关系还在研究中。因此每年之间生蛋数目可能不同。一般每巢有三至四个蛋，有时也可能只生一蛋。在食物非常丰富的情况下也有每巢至七蛋的纪录。每两只蛋之间的时间差一般为24小时，最后几只蛋的距离会比较大写。假如第一巢完全丢失的话毛脚鵟也可能再生一次，但是在这种情况下很少会生两只以上的蛋。
刚生的蛋有点发绿或者发蓝，后来逐渐转变成一种肮脏的白色，上面有许多红综色和红色的斑点，平均每只蛋的长轴为57毫米，短轴为45毫米。

### 孵蛋
孵蛋的几乎只有雌鸟，在孵蛋期间雄鸟喂它。孵蛋需要31至37天，根据天气情况不等。从第一只蛋被生出来开始雌鸟就开始孵蛋，因此由于每只蛋之间的间隔为一天以上幼鸟的发育状况不同。在五月中以前毛脚鵟不会生蛋。
一开始只有雄鸟给雌鸟和幼鸟猎食，雌鸟把猎物撕开喂给幼鸟。后来雄鸟和雌鸟都狩猎和喂养。
幼鸟在开始几天里除了进食外基本上没有活动。12天时它们开始张羽毛。四个星期后它们能够自己撕食物。约30天左右它们第一次开始试飞，但是一直要到40天左右它们才真正能飞，雄鸟能飞雌鸟早些。此后三四兴起里它们依然依靠父母，然后才分开。孵育比较晚的幼鸟在离开后就直接开始向南迁徙了。

## 寿命
关于毛脚鵟寿命的数据很少。1990年代里康奈尔鸟类实验室收集的48只重新找到的鸟的数据给出的平均寿命为21个月。但是因为这个数据的抽样非常小，它不可靠。在野外找到的年纪最大的毛脚鵟超过18岁。

## 状况
对毛脚鵟数量的估计很粗略，最高估计为全球有50万对在孵育的毛脚鵟。地区性的数量每年变化很大，至今为止没有发现它的数量有长期的减少。因此世界自然保護聯盟把它定为“无危”。

## 名字来源
毛脚鵟的属的学名是普林尼用来称呼一种猛禽的名称，普林尼可能指的是普通鵟。它的种名由希腊语中的（兔子）和（脚）组成，指的是它的毛脚。

## 保护
- 中国国家重点保护动物等级：二级

## 亚种
- 毛脚鵟北方亚种（学名：Buteo lagopus kamtschatkensis）。分布于台湾以及中国大陆的新疆、东北、河北、山东、陕西、江苏、云南、福建、广东等地。该物种的模式产地在中亚。[2]
- 毛脚鵟指名亚种（学名：Buteo lagopus lagopus）。在中国大陆，分布于新疆等地。该物种的模式产地在丹麦。[3]